# Die Nacht (Buch)
Die Nacht ist ein autobiografisches Buch Elie Wiesels über sein Erleben der Deportation nach Auschwitz mit seinem Vater, und der Geschichte seines eigenen Überlebens in den Jahren 1944 und 1945, bis zur Befreiung Buchenwalds durch US-Truppen. Wiesel verfasste es ursprünglich in Jiddischer Sprache, es erschien dann jedoch auf Französisch als La Nuit (1958).
In den kommenden fünfzig Jahren wurde es in 30 Sprachen übersetzt. Die Nacht ist der erste Teil einer Trilogie, gefolgt von Die Morgendämmerung (1960) und Tag (1961).
Das originale, 1954 fertiggestellte jiddische Manuskript umfasste 862 Seiten, und war zunächst in Originalsprache in Argentinien veröffentlicht worden, als Un di velt hot geshvign („Und die Welt hat geschwiegen“). Schließlich unterstützte Literatur-Nobelpreisträger François Mauriac Wiesel bei der Suche nach einem französischen Verlag.

## Hintergrund

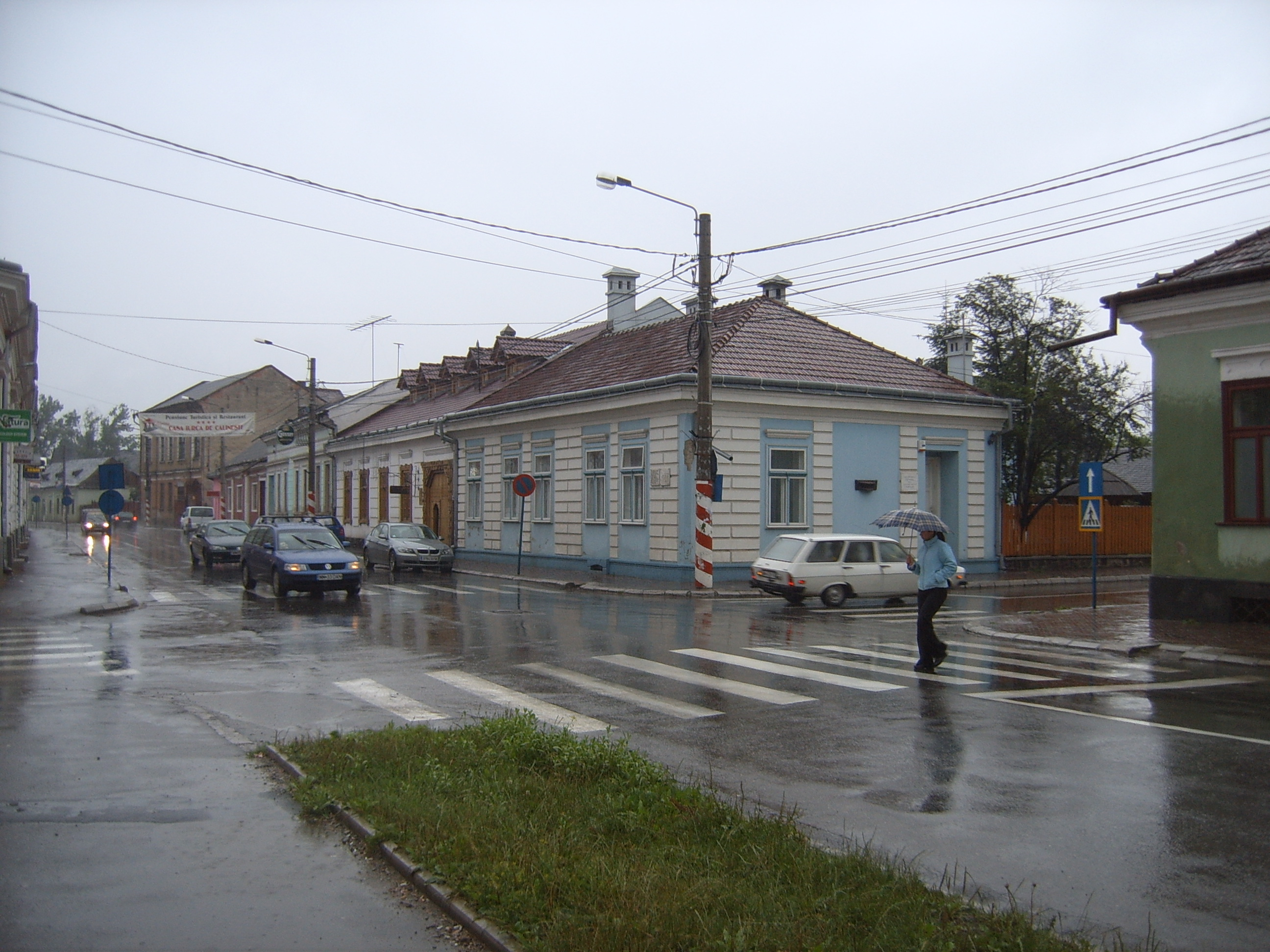
Geburtshaus Elie Wiesels in Sighet

Elie Wiesel wurde am 30. September 1928 in Sighetu Marmației geboren. Sein Vater war Händler Schlomo Wiesel, seine Mutter Sarah (geb. Feig). Die Stadt hatte zu jenem Zeitpunkt eine orthodoxe jüdische Bevölkerung von etwa 10.000 bis 20.000 Menschen und wurde durch den Zweiten Wiener Schiedsspruch ab 1940 wieder ungarischer Herrschaft unterworfen.
Zu Beginn des Buches beschreibt Wiesel die Zeit nach der Annexion u. a. des Kreises Maramureș von 1941 bis 1943 als für die jüdische Bevölkerung relativ ruhig, trotz der gesetzlichen Repressionen, die bereits in Kraft waren. 1944 wurden nach der deutschen Besetzung Ungarns u. a. über 20.000 Menschen aus Sighet in Vernichtungslager deportiert; insgesamt waren es zwischen dem 16. Mai und dem 27. Juni 1944 131.641 Jüdinnen und Juden, die aus dem nördlichen Transsylvanien deportiert wurden.

## Publikation
Das originale Manuskript Un di velt hot geshvign war zunächst zu einer 245-seitigen Veröffentlichung in Argentinien bearbeitet worden. Mit der Unterstützung Mauriacs konnte Wiesel den aus dem französischen Widerstand erwachsenen Verlag Éditions de Minuit gewinnen. 1958 veröffentlichte der Verlag Wiesels Werk als La Nuit, weiter gekürzt und verdichtet auf 178 Seiten. 1960 veröffentlichte der New Yorker Verlag Hill & Wang eine wiederum kürzer erscheinende Übersetzung als Night.
Veröffentlichungen in deutscher Sprache bauen u. a. auf der französischen Version von 1958 auf.

## Rezeption
Mitunter sah sich Wiesel der Kritik ausgesetzt, nicht historisch-dokumentarisch gearbeitet zu haben, sondern Ereignisse sinngemäß zulasten der Faktizität zu verdichten, mit klimaktischen Zuspitzungen, Charakterisierung durch Dialog u. a. generisch literarischen Elementen, wie Literaturkritikerin Ruth Franklin anmerkt:

“Wiesel’s account is ballasted with the freight of fiction: scenic organization, characterization through dialogue, periodic climaxes, elimination of superfluous or repetitive episodes, and especially an ability to arouse the empathy of his readers, which is an elusive ideal of the writer bound by fidelity to fact.”

„Wiesels Bericht ist mit der Fracht der Fiktion verstreut: szenische Organisation, Charakterisierung durch Dialog, periodische Höhepunkte, Beseitigung überflüssiger oder sich wiederholender Episoden und vor allem die Fähigkeit, das Einfühlungsvermögen seiner Leser zu wecken, was ein schwer fassbares Ideal des Schriftstellers ist, das durch Treue an Fakten gebunden ist.“

Die Rezeption im deutschsprachigen Raum orientiert sich an der Rezeption Wiesels in den USA, insbesondere vor dem Hintergrund einer eigenen, US-amerikanischen Holocaust-Erinnerungskultur.